# Donald Duck (weekblad)
Donald Duck is een wekelijks verschijnend, Nederlands tijdschrift met overwegend stripverhalen. Het blad is vernoemd naar de eend Donald Duck, die ook in veel van de hoofdverhalen centraal staat. Daarnaast komen ook allerlei andere figuren uit de tekenfilm- en stripwereld van Walt Disney en Carl Barks geregeld in het blad voor. In 2022 bedroeg de betaalde oplage in Nederland 191.090 exemplaren.

## Uitgave en hoofdredactie
Het weekblad wordt in de Benelux tegenwoordig uitgegeven door DPG Media Magazines B.V.. Daarvoor werd het blad uitgegeven door De Geïllustreerde Pers, Sanoma Uitgevers, Oberon en VNU Uitgevers.
Van 1984 tot 2013 was Thom Roep, tevens een van de tekenaars van de stripverhalen voor het blad, de hoofdredacteur. De hoofdredactie was van 2016 tot 2021 in handen van Joan Lommen (1959), die al sinds 1982 verbonden was aan het weekblad. In juli 2021 werd Ferdi Felderhof de nieuwe hoofdredacteur.

## Geschiedenis

### Eerste nummer
Het allereerste nummer van Donald Duck kwam in Nederland op 25 oktober 1952 op de markt. In veel andere landen bestond er toen al enige tijd een parallel maand- of weekblad, zoals Topolino in Italië, Anders And & Co in Denemarken, Micky Maus in Duitsland en Walt Disney's Comics and Stories in de VS. In België was in 1950 het Mickey Magazine verschenen.
Het allereerste nummer werd uitgegeven door het tijdschrift Margriet en werd bij elk gezin afgeleverd. Abonnees van Margriet kregen de kans om voor 15 cent per nummer ook wekelijks de Donald Duck te ontvangen.

### Ontwikkeling standaardformaat
Tijdens de eerste paar jaar waren de pagina's afwisselend in kleur en in zwart-wit. Nummer 10 uit 1954 was het eerste nummer dat geheel in kleur werd uitgegeven. Het blad telde aanvankelijk 24 pagina's. Nummer 40 van 1958 was de eerste Donald Duck met 32 pagina's. Vanaf het eerste nummer van 1989 ging dit aantal omhoog naar 40 pagina's. Ter gelegenheid van het 50-jarig bestaan van het blad in 2002 werd het standaardaantal pagina's met ingang van 2003 opnieuw verhoogd tot 44. Regelmatig verschenen er ook dikkere nummers, vooral in de tijd dat de standaarduitgave van het blad nog geen 40 pagina's telde.

### Chronologie en belangrijke mijlpalen
- 1-1952: Donald Duck-weekblad begint in oktober aan zijn bestaan als bijlage van de Margriet. Het weekblad heeft elke week 24 pagina's, afgewisseld in kleur en zwart-wit. Dit jaar komen er slechts 10 nummers uit. Dit eerste nummer bevat twee hoofdverhalen: een vertaling van Barks' verhaal Fireman Donald ("Jazeker meneer de brandweercommandant Ja") en een verhaal met Midas Wolf en Wolfje in de hoofdrol.[5]
- 9-1954: De strip Hiawatha verschijnt voor het eerst in het weekblad.[6]
- 10-1954: Het weekblad verschijnt vanaf dit nummer geheel in kleur. Om dit te vieren wordt de stunt van 1,5 jaar geleden herhaald en krijgt iedereen een extra Donald Duck in kleur.
- 40-1955: Begin van de publicatie van het eerste Tom Poes-stripverhaal, De toverleerling (met een aankondiging in nummers 37 en 39). Deze strip (oorspronkelijk van Marten Toonder), gemaakt door Toonder Studio's, is de eerste in het weekblad zonder figuren uit de koker van Disney.

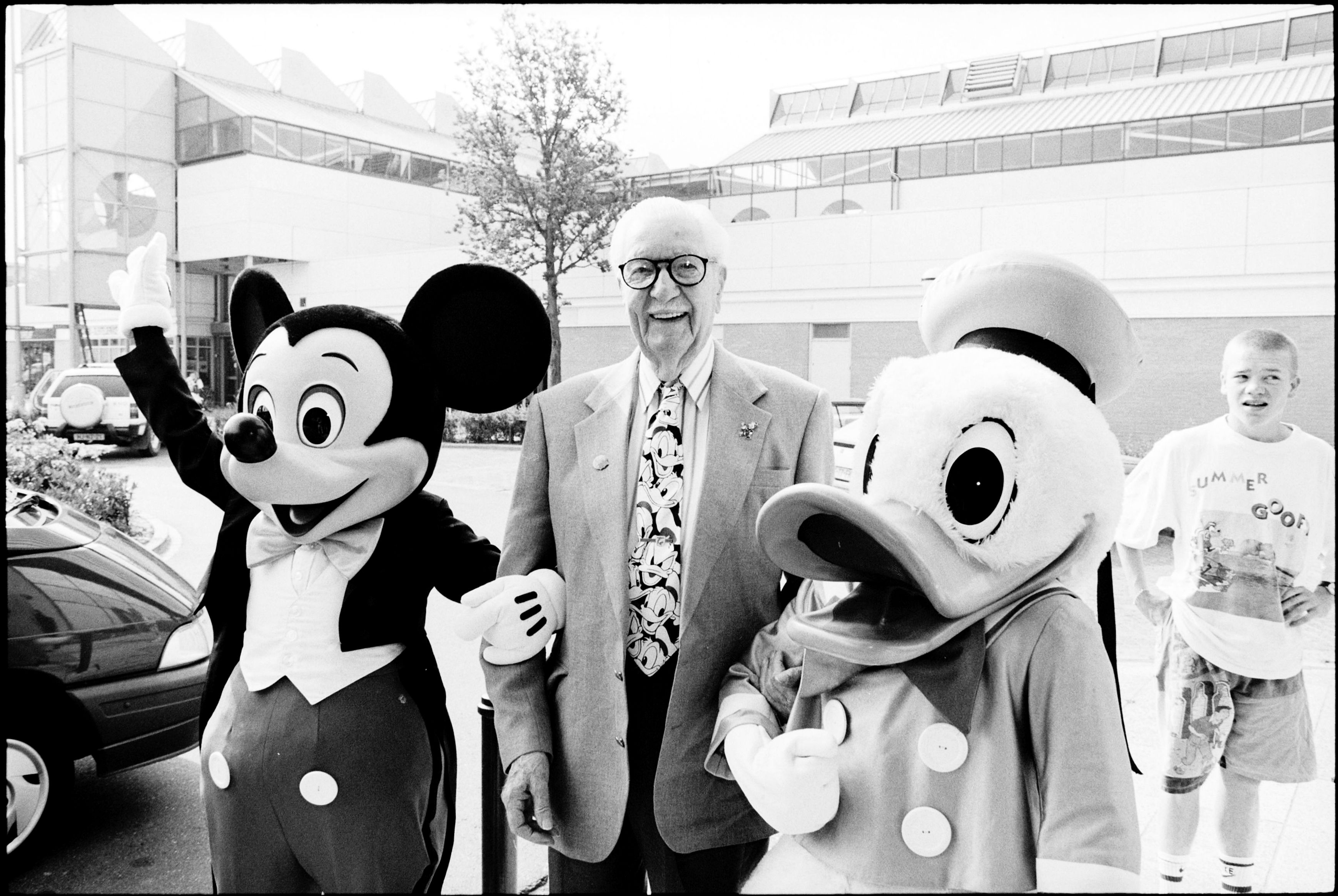
Carl Barks, Disney tekenaar van veel Donald Duck verhalen in periode 1940-1969, op bezoek in Nederland in 1994.

- 40-1958: Het weekblad gaat van standaard 24 naar 32 pagina's.
- 29-1961: Het weekblad krijgt een nieuw logo.
- 4-1963: Introductie van een nieuw vast bijpersonage, Otto van Drakenstein.
- 43-1964: Introductie van de personages Diederik Duck en Tobber, Donalds huiskat.[7]
- 1-1966: De letters in de balloons in de stripverhalen zijn voortaan geen gedrukte letters meer, maar echte "comic"-letters. Eveneens verschijnt het eerste avontuur met de Smurfen, De zwarte Smurfen (een strip gemaakt door Peyo).
- 24-1968: Oom Donald's Brievenbus wordt een zelfstandige rubriek en wordt vanaf dit nummer op pagina 3 gepubliceerd. Voorheen was deze postrubriek onderdeel van de rubriek Ditjes en datjes van Donald Duck. De brieven van de lezers worden nog niet zelf in het kort weergegeven, maar alleen gedeeltelijk geciteerd en beantwoord door Donald. Later zal dit nog worden gewijzigd.
- 1-1969: De Duckstadkrant, een creatie van Henk Albers[8], verschijnt voor het eerst in het weekblad.
- 38-1969: Introductie van Bella Duck. De Tom Poes-verhalen verdwijnen voor een aantal jaar uit het weekblad. Ervoor in de plaats komt een stripversie van Pipo de Clown, gemaakt door Jan van der Voo.[9]
- 23-1970: Op de voorplaat verdwijnt de subtitel "Een vrolijk weekblad". Vanaf 01-1985 komt deze weer terug.
- 1971: De eerste serie Donald Duck-pockets verschijnt, half in kleur, half in zwart-wit.
- 50-1971: Het 1000e nummer van Donald Duck verschijnt, met onder meer een heruitgave van Fireman Donald.[10]
- 1972: In dit en het aankomende jaar veel voorplaten van Disneytekenaar Carol Voges. De platen bevatten vaak geen visuele grap, enkel een personage dat een bepaalde pose aanneemt.'

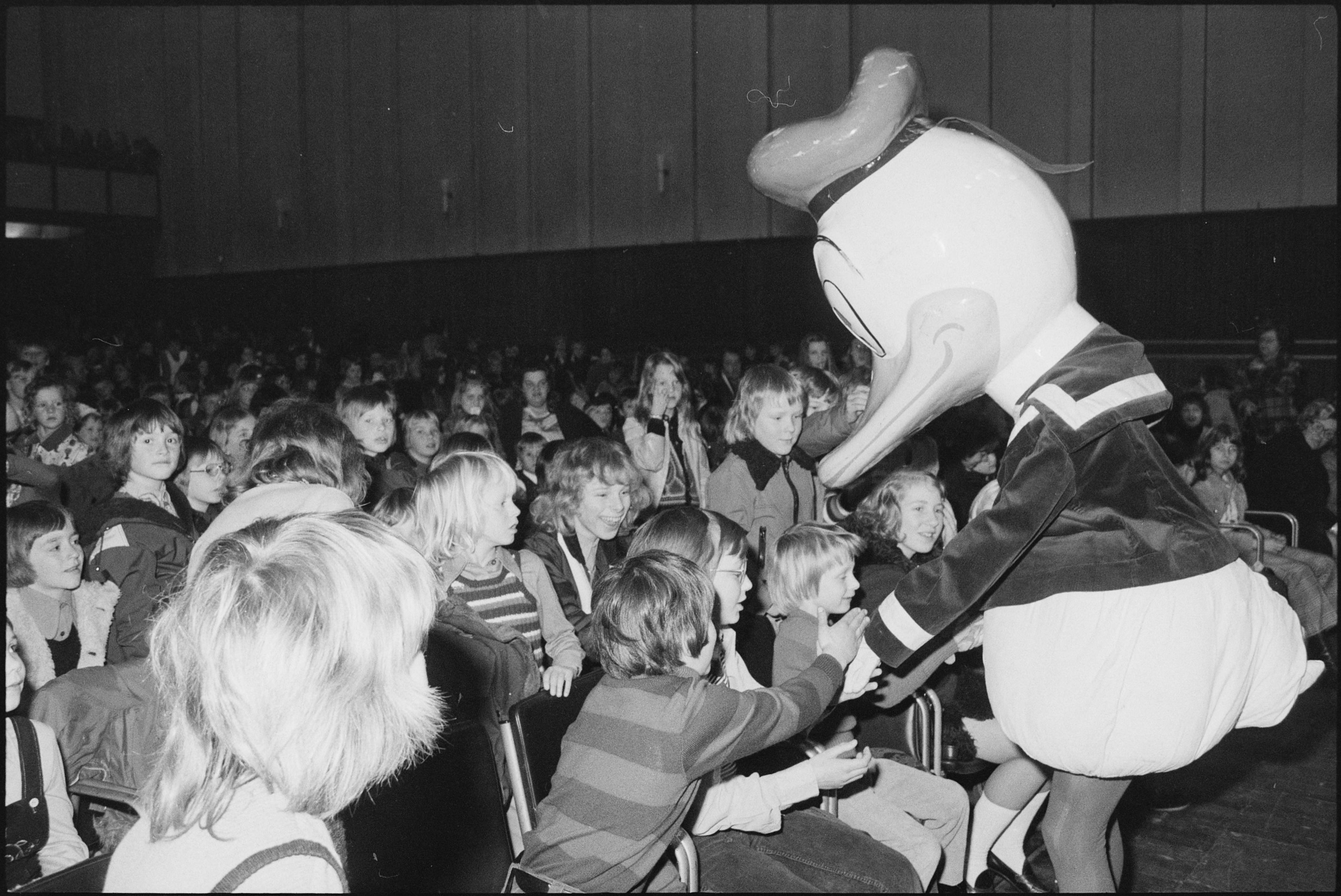
Donald Duck in concertgebouw, maart 1974

- 1975: Het eerste album in de reeks De beste verhalen van Donald Duck verschijnt. De in deze serie uitgegeven verhalen zijn gemaakt door Carl Barks, en de meeste hiervan zijn ook in het weekblad verschenen.
- 1-1975: De stripreeks Douwe Dabbert, gemaakt door Thom Roep en Piet Wijn, gaat van start met als eerste verhaal De verwende prinses.[11]
- 1976: Het logo van het weekblad verandert; de letters worden vanaf nu voorzien van een schaduwrand. Ook verschijnt het laatste album in de reeks Donald Duck en andere verhalen; de uitgaven die nog gaan verschijnen, zullen door Vroom & Dreesmann worden uitgegeven. In juni van dit jaar gaat het Mickey Maandblad van start.
- 1977: Twee jaar nadat de eerste serie pockets stopte begint een nieuwe serie, weer half in kleur en half in zwart-wit. Ook de albumreeks Oom Dagobert, avonturen van een Steenrijke Eend gaat van start.
- 43-1977: Het weekblad bestaat een kwart eeuw. Om dit te vieren wordt het dikste nummer ooit uitgegeven (84 pagina's inclusief extra omslag). Er verschijnt ook een jubileumboek met daarin de tien nummers uit 1952 als herdruk gebundeld.
- 1980: In 1980 wordt Oom Donald's Brievenbus twee keer vernieuwd. Vanaf nummer 1, maar ook vanaf nummer 27. De rubriek zal in deze vorm anderhalf jaar blijven bestaan en pas in 1982 worden vernieuwd. Ook wordt de achteropstrip na 26 nummers gewijzigd van Pluto's jonge jaren naar Panchito. Ook keren Tom Poes en heer Bommel na 11 jaar terug in het weekblad, met hier als eerste verhaal Het betoverde schaakspel.[12]
- 1981: Willie Wortel krijgt zijn eigen maandblad, Willie Wortel's Puzzelparade, dat de daaropvolgende acht jaar zal verschijnen. Als achteropstrip verschijnen gedurende heel 1981 de oudste verhalen met Broer Konijn in de hoofdrol. Het betreft hier vertaalde verhaaltjes van vooral Dick Moores en George Stallings, oorspronkelijk gepubliceerd rond 1950.[13]
- 4-1981: Het eerste in het Nederlands vertaalde vervolgverhaal met Joe Carioca in de hoofdrol gaat van start. [13]
- 1982: Het weekblad bestaat 30 jaar. Om dit te vieren verschijnt er onder meer een jubileumboek (met zwarte cover), met een selectie uit wat het weekblad tot dan toe heeft voortgebracht.
- 35-1982: Vanaf nu wordt het jaartal op de voorpagina weergegeven in plaats van onder op de achterkant. Op de achterkant verschijnt vanaf dat nummer voor het eerst een streepjescode.

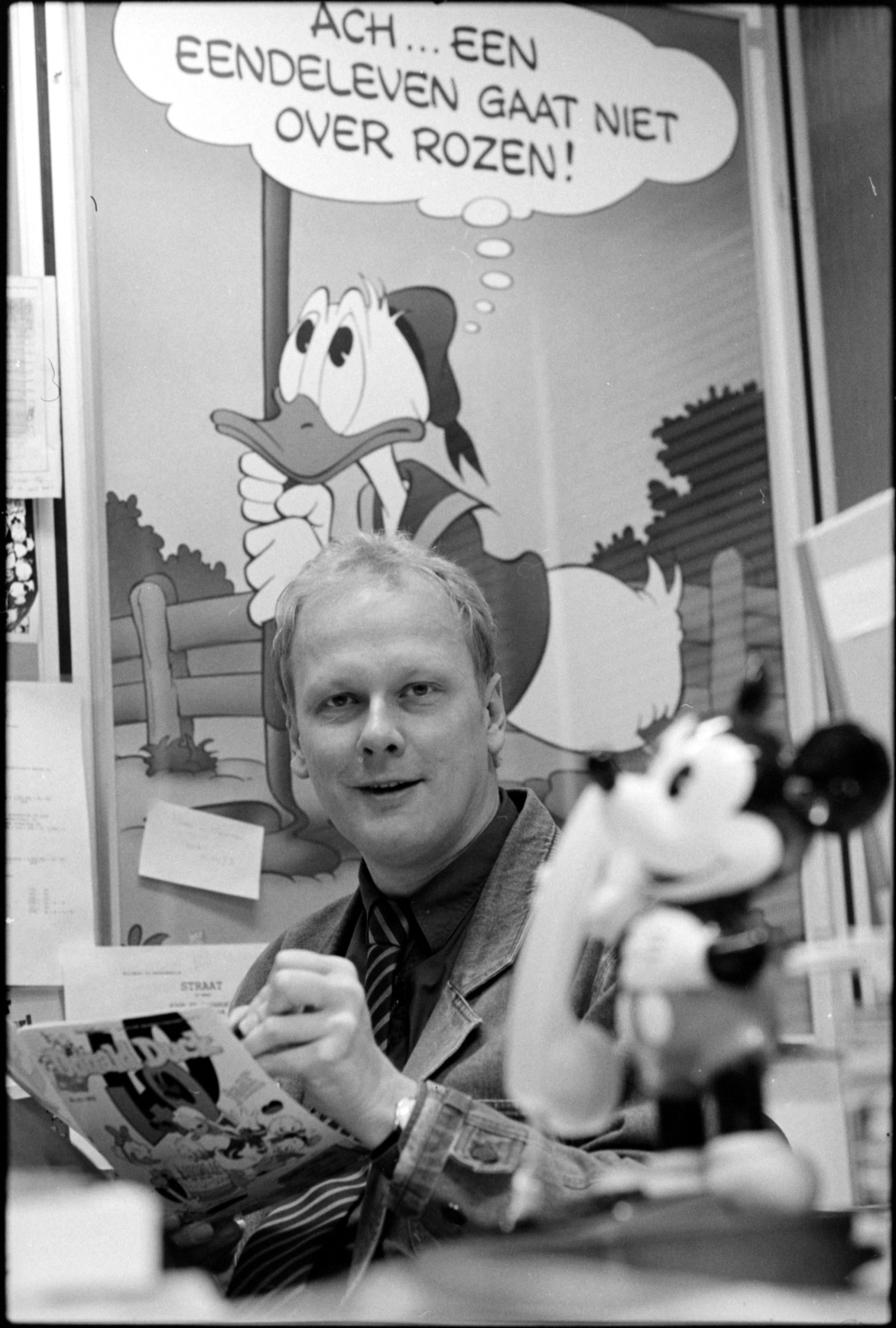
Thom Roep, in 1984 de nieuwe hoofdredacteur van het weekblad

- 38-1982: Van Nul tot Nu, een educatieve strip die de geschiedenis van Nederland op grappige wijze samenvat, gaat van start. De strip wordt gemaakt door Thom Roep en Co Loerakker.[14]
- 1-1983: De kapitalen in de balloons worden grotendeels in het weekblad vervangen door onderkastletters en alleen kapitalen aan het begin van een zin of een naam. In sommige albums blijven de kapitalen nog een tijdje doorgaan (afhankelijk uit welk jaar van het weekblad ze overgenomen zijn). In de pocketreeks blijven de kapitalen tot op heden voortbestaan.
- 17-1984: Er verschijnt een speciaal nummer rond het feit dat Donald Duck als personage precies 50 jaar bestaat. Dit nummer bevat onder meer een herdruk van enkele stripverhaaltjes gebaseerd op Donalds debuutfilmpje The Wise Little Hen (van Al Taliaferro en Ted Osborne).[15] De letters van het weekbladlogo krijgen vanaf nr. 1 een extra rand mee; dit wordt tot op heden gehandhaafd. Ook Donald Duck 51 van 1975 had al zo'n logo. Er gaat tevens een nieuwe albumreeks van start, Donald Duck Dubbelalbum, met verhalen uitgegeven door Oberon. Deze reeks loopt hierna een aantal jaar en er verschijnen in totaal 19 delen.
- 01-1985: Op de voorplaat wordt de subtitel "Een vrolijk weekblad" weer vermeld. Er verschijnt een nieuwe albumreeks, Donald Duck's Stripparade (op de eerste uitgave staat nog Stripparade vermeld). De uitgaven lijken qua papiersoort op de reeks Donald Duck en andere verhalen van Vroom & Dreesmann, zij het dat Stripparade slechts 192 pagina's dik is. De reeks is geen lang leven beschoren. Er verschijnen in dit en het volgende jaar slechts drie delen.
- 1986: Na een tijdje te zijn weggeweest worden er gedurende een paar jaar weer verhalen van Tom Poes en Ollie B. Bommel gepubliceerd. Het betreft hier geschilderde verhalen die al langer geleden in Revue zijn verschenen.
- 1987: Het spin-offblad Stripgoed, dat voornamelijk Italiaanse stripverhalen publiceerde, krijgt de nieuwe naam Donald Duck Extra. In het weekblad verschijnen vanaf nu gedurende een paar jaar kleurenversies van de Britse strip Bruintje Beer.
- 43-1987: Ter gelegenheid van het 35-jarig bestaan van het weekblad verschijnt er een jubileumnummer van 64 pagina's. Het nummer bevat onder meer een Nederlandstalige versie van Barks' verhaal Forbidden Valley.[16]
- 1-1989: Donald Duck heeft voortaan standaard 40 bladzijden. Mickey Maandblad wordt opgeheven, wel verschijnen er nog twee nummers van Mickey Mouse presenteert.
- 1991: Oom Donalds Brievenbus staat gedurende dit jaar zowel aan het begin als aan het einde van het blad.
- 6-1991: Het 2000e nummer verschijnt, met een speciaal hoofdverhaal rond dit thema van de hand van Mau Heymans en Evert Geradts.[17][noten 1]

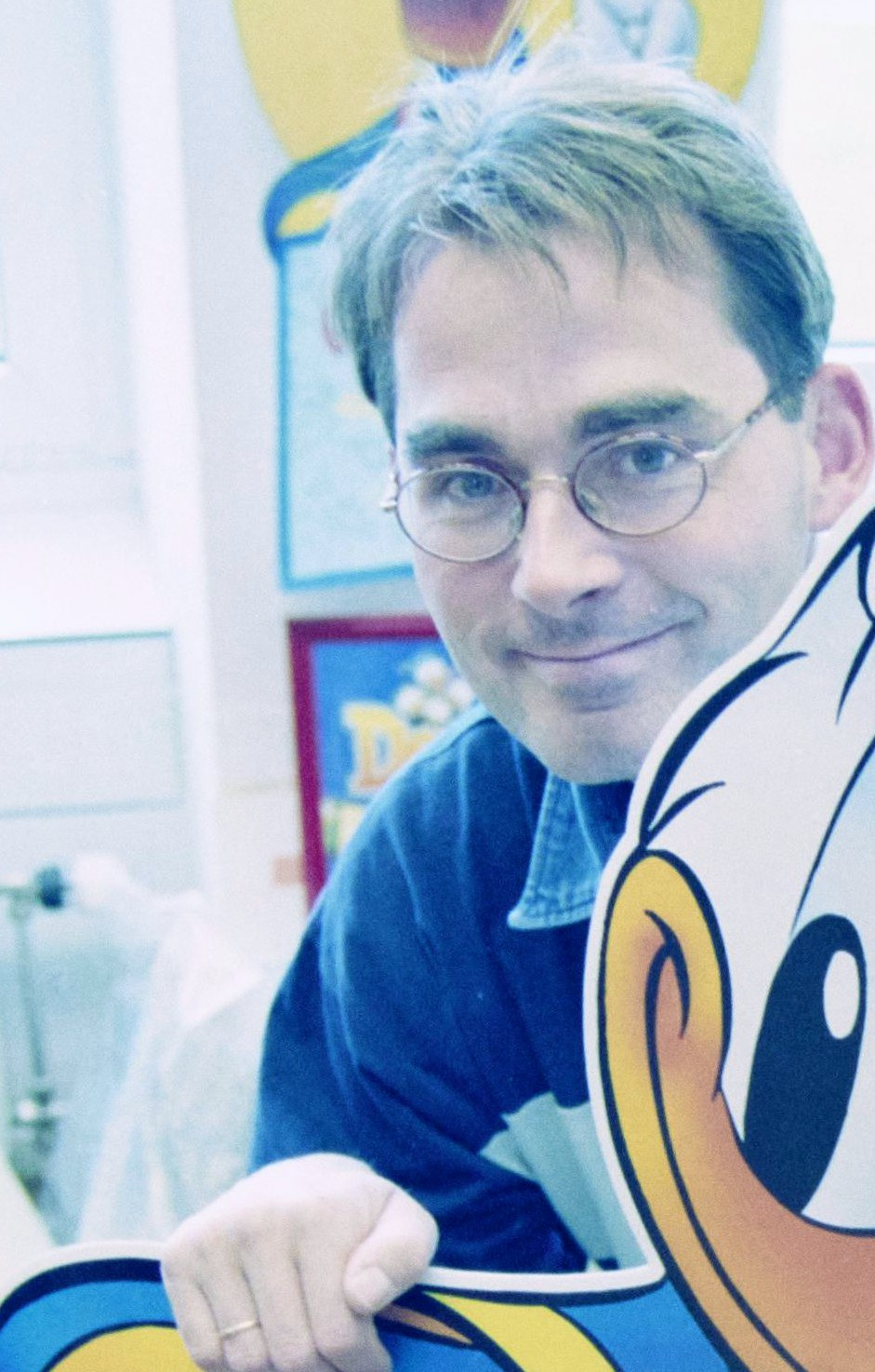
Jos Beekman, redacteur Donald Duck, 1997

- 1992: De tweede serie pockets stopt om plaats te maken voor de derde serie, die in zijn geheel in kleur verschijnt.
- 43-1992: Het weekblad viert zijn 40-jarig bestaan. Bij het 42 pagina's dikke feestnummer wordt een extra nummer uitgegeven en er wordt een prijsvraag gehouden.
- 1994: Het personage Donald wordt 60, met veel aandacht in het weekblad.
- 1996: De eerste Donald Duck Dubbelpocket verschijnt.
- 1999: De uitgeverij van Donald Duck begint nu ook met de publicatie van Katrien.
- 36-2000: Het 2500e nummer verschijnt. Alle abonnees ontvangen als cadeau een herdruk van de eerste aflevering uit 1952.
- 43-2002: Het weekblad bestaat 50 jaar. Dat wordt gevierd met een grote prijsvraag in vier delen en het feestnummer telt 50 bladzijden.
- 1-2003: Het weekblad gaat standaard van 40 naar 44 pagina's.
- 47-2003: Het personage Mickey Mouse wordt 75 jaar. Er is veel aandacht hiervoor in het weekblad, inclusief een speciaal nummer.
- 24-2004: Donald Duck als personage bestaat 70 jaar. Ook weer met veel aandacht in het weekblad.
- 33-2007: Dagobert Duck trad 60 jaar geleden voor het eerst op in Christmas on Bear Mountain. Om dit te vieren komt er een speciaal stripalbum uit. Ook wordt er in de Donald Duck een prijsvraag uitgeschreven.
- 2007: Het weekblad bestaat 55 jaar in Nederland. Ter gelegenheid hiervan verschijnt er een speciale uitgave waarin Donald Duck, Oom Dagobert en de neefjes een avontuur beleven in Amsterdam.
- 47-2008: Mickey Mouse bestaat 80 jaar, met veel aandacht hiervoor in het weekblad.
- 24-2009: Donald Duck als personage bestaat 75 jaar. In dit nummer verdwijnt hij na een explosie bij Willie Wortel. Het gehele nummer en het volgende nummer gaan over zijn verdwijning.
- 14-2010: Het 3000ste nummer verschijnt.
- 2012: Het weekblad bestaat 60 jaar. Om het jubileum te vieren maakt Donald Duck een rondreis door alle twaalf de Nederlandse provincies.
- 01-2016: Het logo krijgt een opfrisbeurt. Het is nu iets minder "hoekig", maar wat vloeiender.
- 24-2019: Donald Duck als personage bestaat 85 jaar.

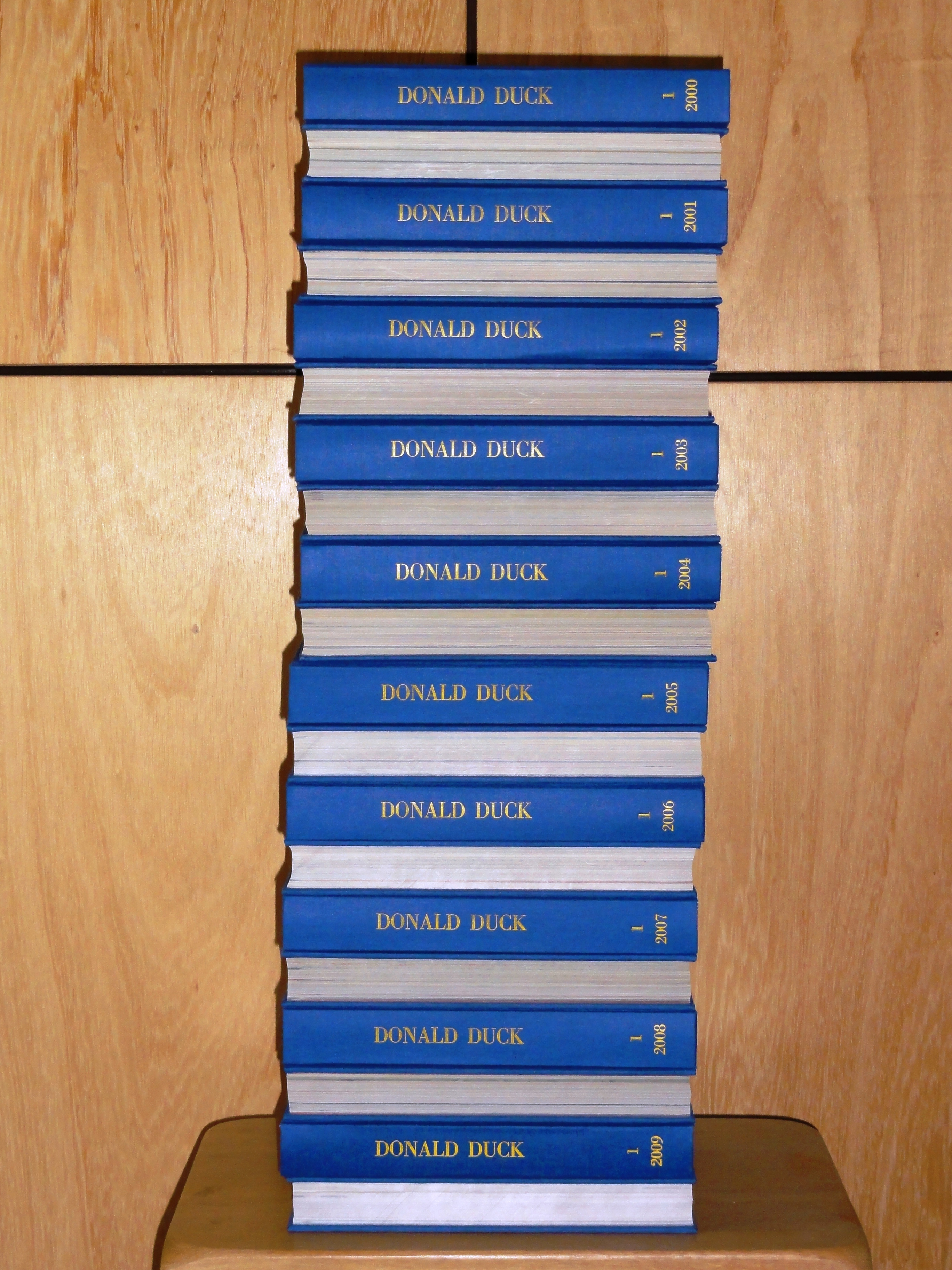
Een stapel ingebonden exemplaren van weekblad Donald Duck

- 25-2019: Het 3500ste nummer verschijnt.
- 2022: Het weekblad bestaat 70 jaar.
- 2024: Donald Duck als personage bestaat 90 jaar. De Donald Duck Club keert weer terug.

## Oplagecijfers
Oplagecijfers volgens HOI, Instituut voor Media Auditing.
| Jaar | Betaalde gerichte oplage | Totaal verspreide oplage |        |
| ---- | ------------------------ | ------------------------ | ------ |
| 1970 | 365.961                  |                          |        |
| 1980 | 457.398                  |                          |        |
| 1990 | 341.915                  |                          |        |
| 2000 | 335.205                  |                          |        |
| 2004 | 326.679                  | 327.933                  | [ 18 ] |
| 2006 | 312.013                  | 317.083                  | [ 19 ] |
| 2007 | 311.828                  | 316.881                  | [ 20 ] |
| 2010 | 307.855                  |                          |        |
| 2011 | 299.432 (-2,7%)          | 301.025                  | [ 21 ] |
| 2012 | 283.437 (-5,3%)          | 285.267                  | [ 23 ] |
| 2013 | 256.917 (-9,4%)          |                          |        |
| 2014 | 235.846 (-8,2%)          |                          |        |
| 2016 | 217.132                  |                          | [ 24 ] |
| 2017 | 209.554                  |                          | [ 25 ] |
| 2018 | 206.415                  |                          |        |
| 2019 | 203.612                  |                          |        |
| 2020 | 200.383                  |                          |        |
| 2021 | 198.710                  |                          |        |
| 2022 | 191.090                  | 192.243                  |        |

## Lezers

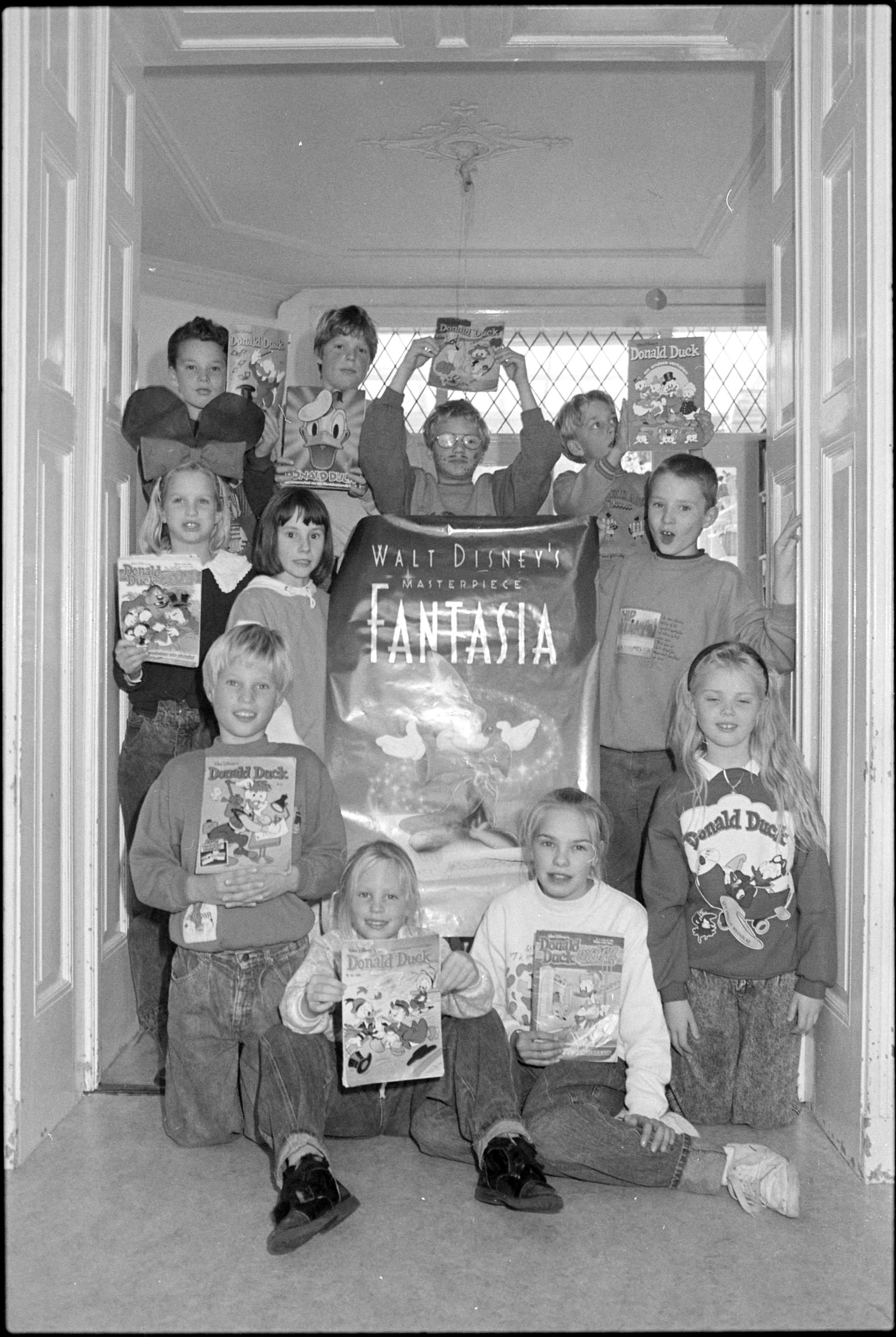
Donald Duck kinderfeestje, okt. 1992

In een studie door Nationaal Onderzoek Multimedia uit 2014 naar het lezen van tijdschriften onder kinderen in de leeftijdsgroep 6-12 jaar in het afgelopen jaar, was Donald Duck (81%) het meest gelezen tijdschrift. Het Donald Duck Extra (44%) nam de tweede plaats in, voor Kidsweek (33%), Nickelodeon Magazine (33%), Tina (25%) en National Geographic Junior (33%).
In 2014 werd het gelezen door 1,6 miljoen Nederlanders van 13 jaar of ouder, waaronder 940.000 mannen en 660.000 vrouwen. In 2008 was het het meest gelezen tijdschrift onder Nederlandse studenten (10%).

## Vaak terugkerende personages
| - Boris Boef - Broer Konijn - Bruin Beer - Buurman Bolderbast - Klarabella Koe - Cornelis Prul - Donald Duck - Gijs Gans - Goofy - Govert Goudglans - Guus Geluk - Hiawatha - Hopman Breedborst - Juffrouw Eugenia | - Joe Carioca - Karel Paardepoot - Katrien Duck - Klaartje Kip - Knabbel en Babbel - Knir, Knar en Knor - Kwik, Kwek en Kwak - Lampje - Lizzy, Juultje en Babetje - Loebas - Madam Mikmak - Mickey Mouse - Meester Warbol - Minnie Mouse | - Midas Wolf - Oma Duck - Oom Dagobert - Pluto - Puk & Max - Rakker - Rein Vos - Tokkie Tor - De Jonge Woudlopers - Willie Wortel - Wolfje - Zware Jongens - Zwarte Magica - Zwarte Schim |

## Inhoud

### Vaste stripverhalen
Het weekblad begint na de brievenbus over het algemeen met een wat langer stripverhaal, waarin Donald Duck zelf meestal de hoofdrol heeft. Hierna volgen enkele kortere stripverhalen en vaak ook een leesverhaal, soms in combinatie met andere rubrieken. Ook verschijnen er geregeld vervolgverhalen, zowel strips als leesverhalen. Op de achterkant van Donald Duck staat altijd een eenpaginastrip.
De stripverhalen spelen zich op een aantal verschillende vaste locaties af. In veel gevallen is dit Duckstad, Gansdorp, Puindorp (in de Tokkie Tor-verhalen) of het Duckstadse Bos. Soms is er sprake van een onbekende locatie, in – al dan niet fictieve – verre landen (zoals Verweggistan), of op een andere planeet.

### Stamboom van de familie Duck
De stamboom zoals die eerder werd getekend door Keno Don Rosa voor de serie De jonge jaren van Oom Dagobert, is voor het Nederlandse weekblad nagetekend door Michel Nadorp. Deze stamboom zat als extraatje in Donald Duck 23 1995 en bij Oom Dagobert, avonturen van een steenrijke eend deel 53. De stamboom is ook te bekijken op de website van Donald Duck.

### Andere verhalen en series
Naast de reeks vaste stripverhalen heeft de Donald Duck ook altijd korte en langere leesverhalen bevat. Diverse beroemde kinderboeken zoals De kleine kapitein van Paul Biegel (1969-1971) zijn eerst als vervolgverhaal in het weekblad verschenen.
Andere vaste rubrieken zijn de brievenbus, sinds 1969 de Duckstadkrant en een moppenrubriek. Verder zijn er vaak informatieve pagina's over dieren, spreekwoorden of de geschiedenis. Sinds de jaren 80 zijn er een aantal tot stripverhaal omgewerkte beroemde kinderverhalen in het blad verschenen, de meeste van de hand van Dick Matena en Piet Wijn.
De meeste lange animatiefilms van Walt Disney zijn ook als vervolgstrip in het weekblad verschenen, over het algemeen in de laatste paar nummers van een jaargang.
Vooral in de jaren 70 verschenen er ook enkele Belgische en Franse strips in Nederlandse vertaling in het weekblad, waaronder Chlorophyl (van Raymond Macherot) en Patamoes (van Edmond-François Calvo).
Het blad bevat meestal een of enkele eigen pagina's met advertenties.

## Jaarposter
Sinds 2019 verschijnt bij het eerste nummer van het kalenderjaar een jaarposter, telkens met een ander thema. Deze jaarposter is vanaf dat moment ook te downloaden van de site van Donald Duck. Over deze poster verschijnt dan elke maand een prijsvraag in de Donald Duck waarmee leuke prijzen te winnen zijn.

## Tekenaars

### Bekende Nederlandse tekenaars
- Wilma van den Bosch
- Sander Gulien
- Mau Heymans
- Bas Heymans
- Daan Jippes
- Eddie de Jong
- Mark de Jonge
- Robert van der Kroft
- Jan Kruse
- Endre Lukács
- Michel Nadorp
- Jan-Roman Pikula
- Ed van Schuilenberg
- Boudewijn Simons
- Ben Verhagen
- Carol Voges
- René Windig

### Bekende tekenaars van buiten Nederland
- Carl Barks
- Keno Don Rosa
- Al Taliaferro
- William van Horn
- Paul Murry
- Tony Strobl
- Marco Rota
- Romano Scarpa
- Vicar Arriagada Rios
- Fleming Andersen
- Freddy Milton

## Codes in de stripverhalen
In alle verhalen van Donald Duck en andere Disney-figuren staat een code, bijvoorbeeld H99105. Dit betekent dat het een Nederlands verhaal is uit 1999 en dat het het 105e verhaal is van dat jaar. Een "H" wil niet altijd zeggen dat de strip in Nederland (Holland) is gemaakt, deze worden ook getekend in de Comicup-studio in Spanje. Een "D" betekent dat het uit Denemarken komt, "WDC" staat voor Walt Disney Comics and Stories, het Amerikaanse maandblad. Een "S" betekent dat het een Amerikaans verhaal is, speciaal gemaakt voor de buitenlandse markt en een "I" dat het verhaal uit Italië komt. "E"-verhalen komen uit Frankrijk ("E" staat voor 'Europe'.)

## Easter eggs
Een Easter egg (Engels voor paasei) is een grap of een verborgen boodschap die in een computerprogramma, een film, een website, een game, een dvd of in een boek is verwerkt. In sommige strips van Donald Duck is zo'n Easter egg te vinden. Dit is meestal het hoofd van Mickey Mouse, zogeheten Hidden Mickeys. Deze Easter egg is veelal in verhalen van de Amerikaanse striptekenaar Don Rosa terug te vinden.

## Uitgaven buiten het weekblad
Naast het weekblad Donald Duck zijn er in Nederland in de loop der jaren allerlei andere tijdschriften en pocketboeken waarin Donald Duck en de overige Duckstad-personages centraal staan uitgebracht.
In 1971 begon men met de eerste serie pockets, deels in kleur en deels zwart-wit. Deze serie werd in eerste instantie stopgezet in 1975, maar in 1977 hervat met een tweede serie. Deze stopte in 1991, om plaats te maken voor een pocketserie geheel in kleur die voor het eerst verscheen in 1992. In 1996 verscheen het dikkere broertje van de pockets, de dubbelpocket. Inmiddels staat er bij de pockets op de achterkant ook een tekening net zoals bij de dubbelpockets, geen gezicht maar een echte tekening van de neefjes, oom Dagobert en oom Donald.
In de loop van de tijd zijn er nog verschillende andere pocketreeksen uitgebracht, waaronder de BIG FUN mega pockets (1999-2012) en de mini pocket (2005-2010). Lopende pocketreeksen zijn anno 2013 naast de gewone pockets en dubbelpocket de Dubbelpocket Extra, de Megapocket en de Duckstadpocket.
In 1975 begon de uitgever van Donald Duck met het uitbrengen van een albumserie die alleen maar verhalen van Carl Barks bevatte. Deze serie bleek zo'n succes dat in 1977 begonnen werd met eenzelfde albumserie speciaal voor Carl Barks-verhalen, waarin Dagobert Duck nu steeds de hoofdrol speelde. Deze series heten respectievelijk De beste verhalen van Donald Duck en Oom Dagobert, avonturen van een steenrijke eend. Sinds nummer 31 zijn de verhalen in deze laatste albumreeks niet meer geschreven door Barks zelf, maar door andere tekenaars. Vanaf nummer 53 werden er verhalen in gezet van Don Rosa. De Dagobert-reeks stopte in 2006. Het laatste album in de reeks De beste verhalen van Donald Duck kwam in 2010 uit.
Vanaf 1984 tot en met 1988 zijn er tevens 19 Donald Duck-stripalbums door uitgeverij Oberon uitgebracht, onder de noemer Donald Duck Dubbelalbums. De naam heeft betrekking op de dikte van het album. Een normaal album heeft rond de 45 pagina's aan materiaal, maar de dubbelalbums beslaan 96 pagina's. Dit wordt ook benadrukt op de voorkant met een merkteken welke de tekst "96 pagina's dik" bevat.
Andere spin-off-uitgaven zijn de sinds 1987 verschijnende Donald Duck Extra (als opvolger van het blad Stripgoed), dat langere verhalen bevat, en het speciaal op meisjes gerichte Katrien, dat in 1999 begon en tot 2006 iedere twee maanden verscheen. Vanaf 2006 verschijnt Katrien iedere maand. Eerder verschenen de maandbladen Mickey Maandblad (1977-1989), Willie Wortel's Puzzelparade (1981-1989) en Donald Duck Puzzelparade (1992-1994).
Verder zijn in de loop der tijd ook andere spin-offseries uitgebracht, waaronder DuckTales, Disney Comix, Duck Power, en Duck Out.
Eind november verschijnt jaarlijks Een Vrolijke Kerst met Donald Duck, een 96-pagina's tellend album met kerststrips waarin Donald Duck en andere Disneyfiguren de hoofdrol hebben.

## Uitgevers
Donald Duck is uitgegeven door verschillende uitgevers, waarvan de in Haarlem gevestigde uitgeverij Oberon.
Uitgevers van de Donald Duck waren:
- De Geïllustreerde Pers NV
- Oberon b.v. Haarlem (06/1972 t/m 21/1990)
- De Geïllustreerde Pers BV (22/1990 t/m 06/1998)
- VNU Uitgevers (07/1998 t/m 52/2001)
- Sanoma Media (01/2002-2020)
- DPG Media (2020-heden)

## Tentoonstellingen

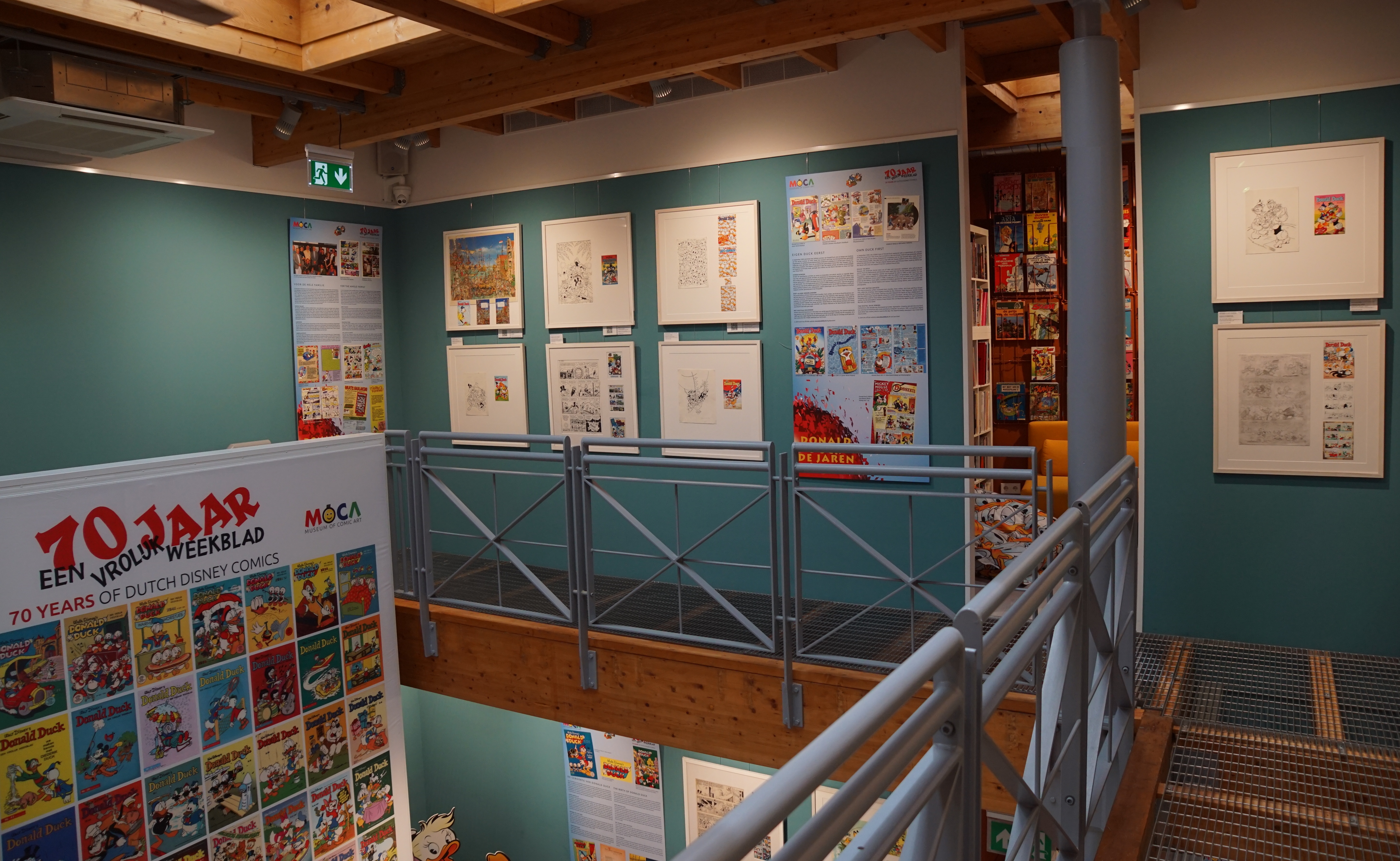
Tentoonstelling 70 jaar een vrolijk weekblad Donald Duck (MoCA).

In 2017 organiseerde het Strips! Museum een expositie over het Donald Duck Weekblad. In 2022 organiseerde het Museum of Comic Art gedurende enkele maanden de tentoonstelling 70 jaar een vrolijk weekblad Donald Duck.